# Friedhofsbahn
La Friedhofsbahn (letteralmente: "ferrovia cimiteriale") era una linea ferroviaria che collegava la stazione di Berlino-Wannsee alla località di Stahnsdorf, dove sorge il grande Cimitero Ovest di Stahnsdorf.

## Storia
Per supplire alla mancanza di spazio nelle aree urbane intorno a Berlino, nel 1909 venne aperto un grande cimitero presso Stahnsdorf.
Poiché il trasporto dei defunti risultava difficoltoso, nel 1913 venne attivata una linea ferroviaria, detta Friedhofsbahn, che si diramava dalla ferrovia Berlino-Blankenheim nella stazione di Wannsee.
Nel 1928 la linea fu elettrificata a terza rotaia, ed integrata nella rete S-Bahn.
La linea fu interrotta nel 1945, alla fine della seconda guerra mondiale, e riattivata nel 1948. Venne infine soppressa il 13 agosto 1961, a causa della costruzione del Muro di Berlino, che divideva Berlino Ovest dal territorio della Repubblica Democratica Tedesca, a cui apparteneva il capolinea di Stahnsdorf.

## Caratteristiche

### Percorso
| Continuation backward |

| Unknown route-map component "STR+l" | Unknown route-map component "KRZo" | Unknown route-map component "CONTfq" |

| One way leftward | Unknown route-map component "ABZg+r" |  |

| Station on track |

| Unknown route-map component "CONTgq" | Unknown route-map component "xABZgr" |  |

| Unknown route-map component "exSTR+GRZq" |

| Unknown route-map component "exSKRZ-Mu" |

| Unknown route-map component "exCONTgq" | Unknown route-map component "exKRZu" | Unknown route-map component "exCONTfq" |

| Unknown route-map component "exHST" |

| Unknown route-map component "exWBRÜCKE1" |

| Unknown route-map component "exKBHFe" |